# (9356) Elineke
(9356) Elineke (1991 YV) – planetoida z grupy pasa głównego asteroid okrążająca Słońce w ciągu 4,24 lat w średniej odległości 2,62 j.a. Odkryta 30 grudnia 1991 roku.